# Beacon Hill (Boston)
Pour les articles homonymes, voir Beacon Hill.
Beacon Hill est un quartier résidentiel de Boston aux États-Unis. Il se trouve sur la colline au nord du Boston Common et se développa avec l'édification du nouveau capitole. Beacon Hill (Colline de la lanterne en français) doit son nom à une lanterne installée à son sommet au XVIIIe siècle pour prévenir les bostonniens d'une attaque imminente. Il se caractérise par ses cottages et ses maisons en briques de style victorien qui rappellent l'Angleterre. Une partie d'entre elles ont été dessinées par l'architecte Charles Bulfinch au XIXe siècle. Si le versant sud de la colline est paré de somptueuses maisons, le versant nord voit s'ériger les humbles logis des domestiques.
Beacon Hill fut l'un des centres de l'abolitionnisme. Il abrite aujourd'hui la plus ancienne église Noire des États-Unis, la African Meeting House, sur Joy Street.

## Géographie

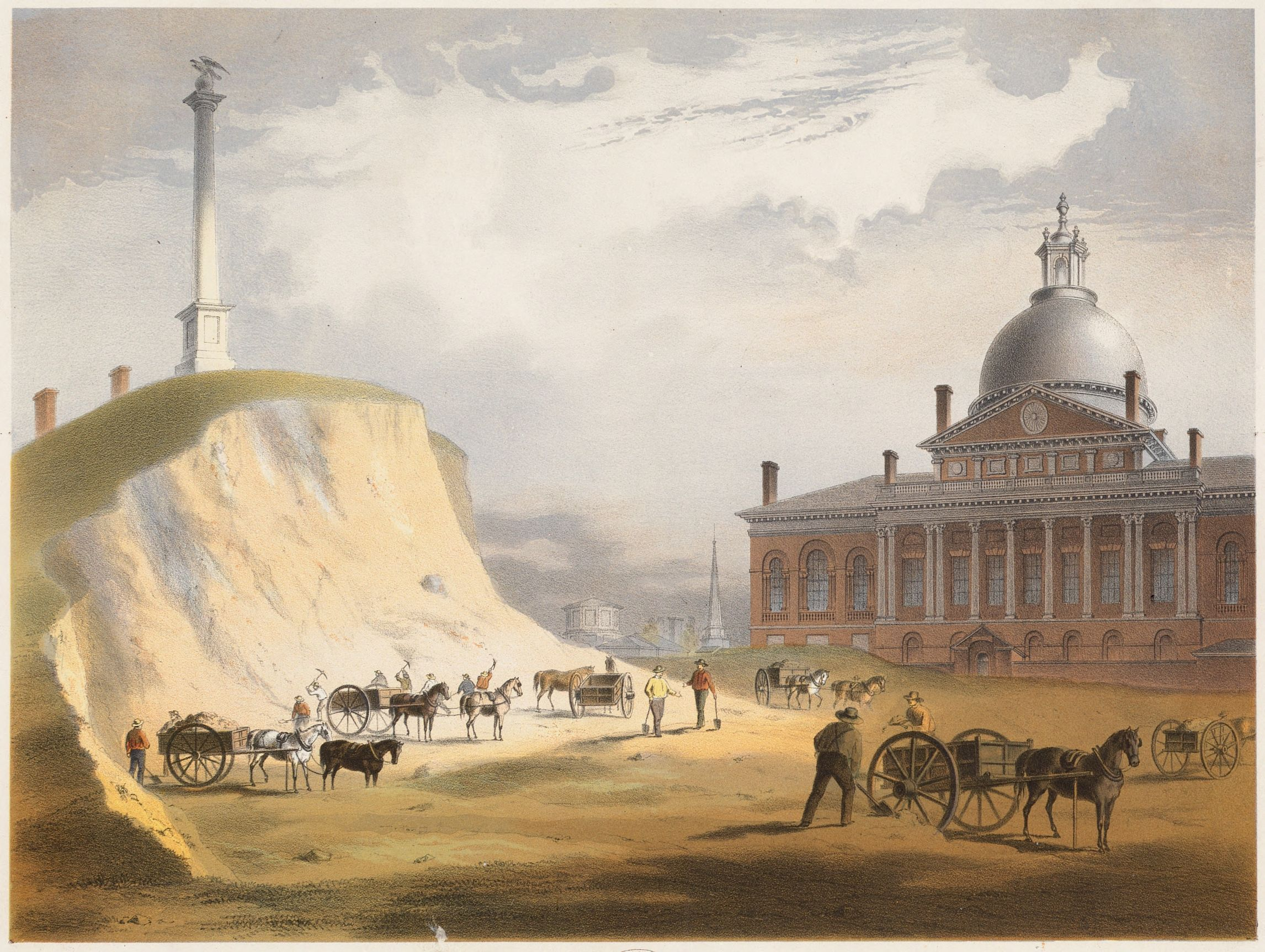
Réduction de Beacon Hill en 1811, une vue du nord vers le Capitole de l'État du Massachusetts.

Beacon Hill est délimité par Storrow Drive, et Cambridge, Bowdoin, Park et Beacon Street. s'étend sur environ 2,6 km² et a une population d'environ 9 000 personnes et situé le long de la Rivière Charles à l'ouest, juste au nord de Boston Common et Boston Public Garden. 
Situé dans le centre de la péninsule de Shawmut, la région avait à l'origine trois collines, Beacon Hill et deux autres à proximité Pemberton Hill et Mount Vernon qui ont été rasés pour le développement Beacon Hill. Entre 1807 et 1832 Beacon Hill a été réduit de 138 pieds d'altitude à 80 pieds. Le littoral et des plans d'eau tels que l'étang Mill avaient un remplissage massif, l'augmentation de la masse terrestre de Boston de 150 %. Charles Street fut l'une des nouvelles routes créées à partir du projet.

## Histoire
Le premier colon européen était William Blaxton, également orthographié Blackstone. En 1625, il a construit une maison et verger sur le versant sud de Beacon Hill, à peu près à l'emplacement de Beacon et Spruce Street. En 1630, Boston a été établi par la Colonie de la baie du Massachusetts. Le versant sud-ouest a été utilisé par la ville pour des exercices militaires et le pâturage du bétail. En 1634, une balise de signal a été fondée sur le sommet de la colline. Les marins et les soldats britanniques ont visité le versant nord de Beacon Hill au cours des XVIIe et XVIIIe siècles. En conséquence, il est devenu une zone «indésirables» pour les résidents de Boston. 
Beacon Street a été créé en 1708 à partir d'un chemin de vache au Boston Common. John Singleton Copley possédait des terres sur le versant sud de pâturages pour ses vaches et les terres agricoles. 
En 1787, Charles Bulfinch conçoit le Capitole de l'État du Massachusetts. Sa construction a été achevée en 1795, en remplacement de l'Old State House dans le centre de Boston.
La construction de maisons a véritablement commencé au début du XIXe siècle, tels que semeures autoportantes, paires de maisons symétriques et les maisons en rangée. Entre 1803 et 1805, les premières maisons en rangée ont été construites pour Stephen Higginson.
Le service de transport mieux adapté a conduit à un boom de l'économie de la ville au début du XXe siècle. De nouveaux bâtiments, compatible avec l'environnement ont été construits et des bâtiments anciens rénovés. 
Pour éviter que des projets de renouvellement urbain de bâtiments historiques significatif à Beacon Hill, ses résidents ont obtenu le statut de quartier historique : south slope en 1955, Flat of the Hill  en 1958, et north slope en 1963. La Beacon Hill Architectural Commission a été créé en 1955 pour suivre les projets de rénovation et de développement. Par exemple, en 1963, les 70-72 Mount Vernon Street devait être démoli pour la construction d'un immeuble d'appartements. Un compromis a été fait pour maintenir le bâtiment et son extérieur et construire de nouveaux appartements à l'intérieur.

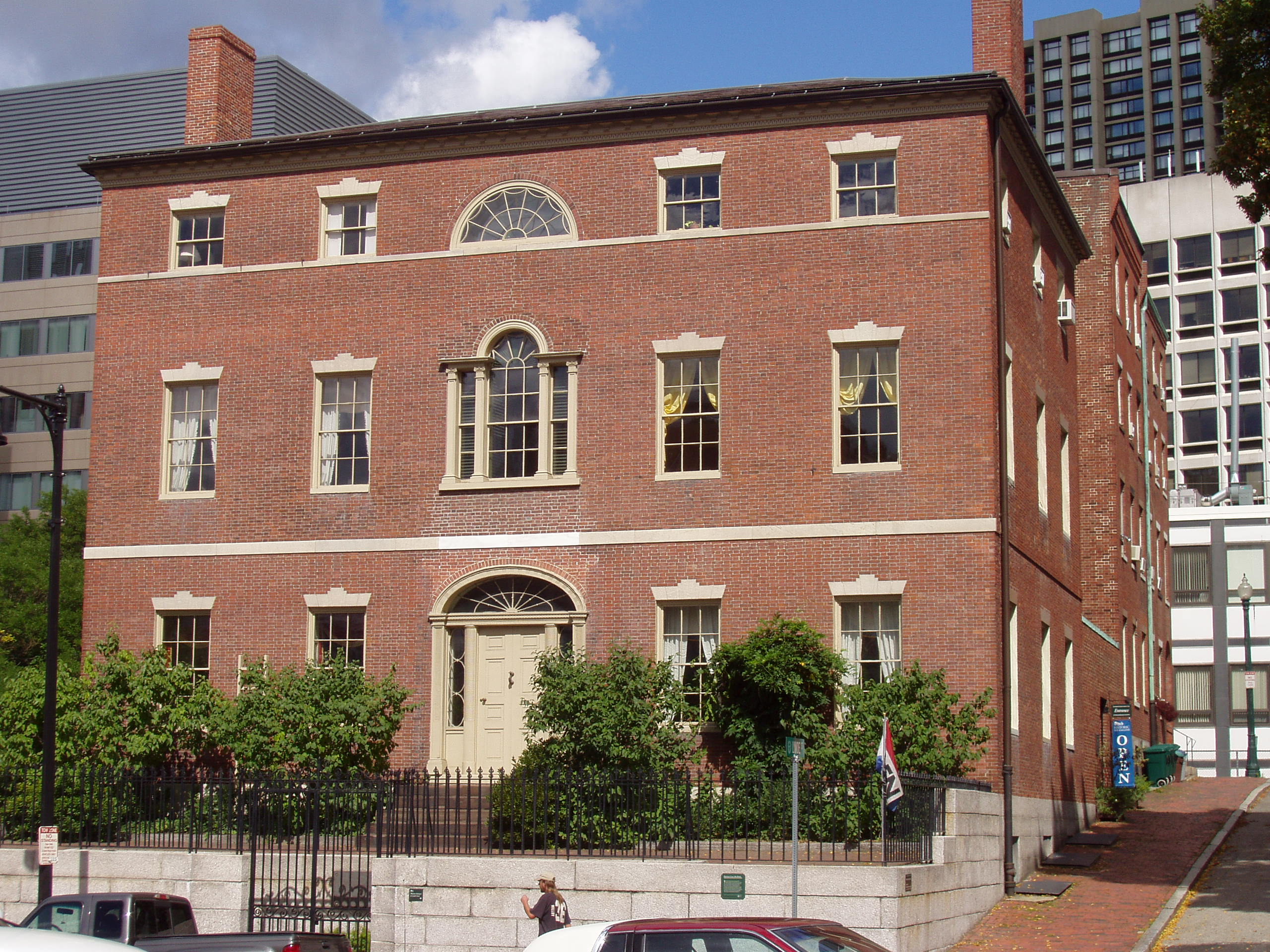
Harrison Gray Otis House mansion, sur Cambridge Street, est le siège social de l'American Meteorological Society.
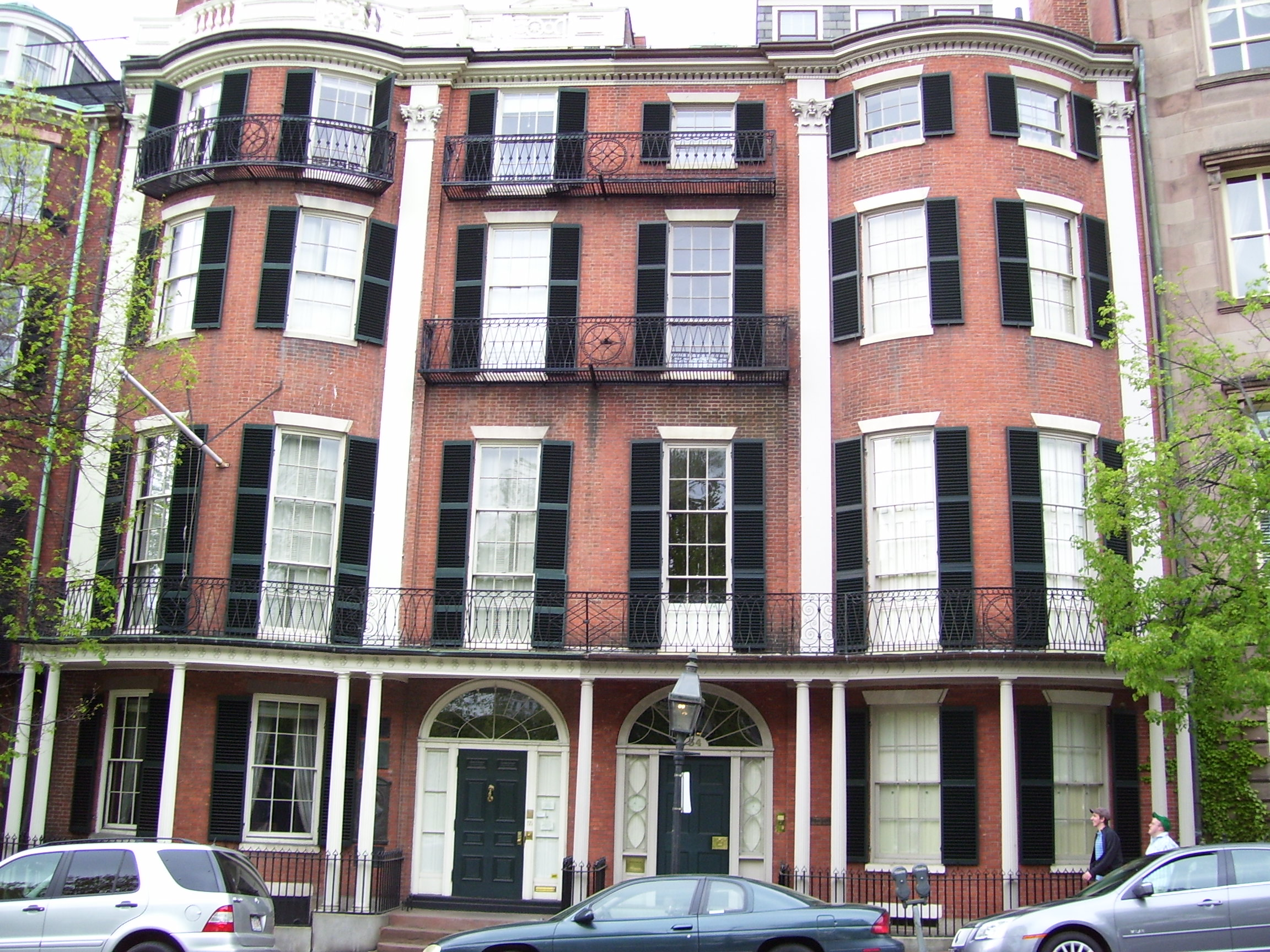
Headquarters House, 54-55 Beacon Street, pair of houses.
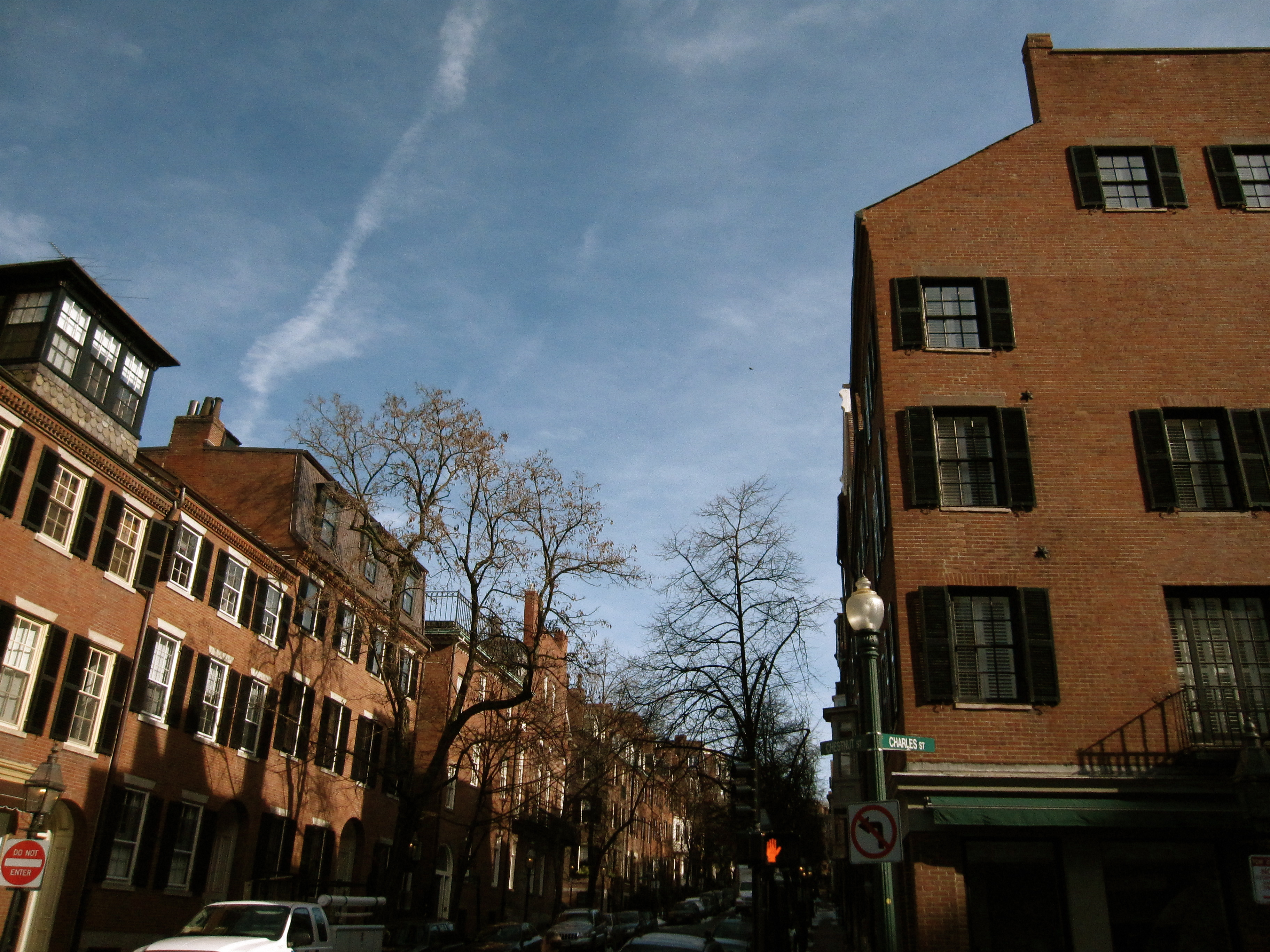
Chestnut Street, row houses, 2010.

## Démographie
Au Recensement de 2010 la population du quartier s'élevait à 9 023 habitants contre 9 052 au Recensement de 2000 soit une diminution de 0,3 %. La population de Beacon Hill est presque composé que de Blancs (89,9 %), les autres ethnies sont peu représentées comme les Asiatiques (5,4 %) et les Noirs (2,1 %). Le nombre d'habitations est de 6 013 contre 6 122 en 2000 soit une baisse de 1,8 % avec un taux d'occupation en baisse également passant de 92,9 % à 90,6 %.
Le revenu moyen en 2009 s'élevait à 82 555 dollars, avec 9,6 % de la population ayant un revenu inférieur à10 000 dollars et 19,4 % supérieur à 200 000 dollars.

## Quartier classé historique

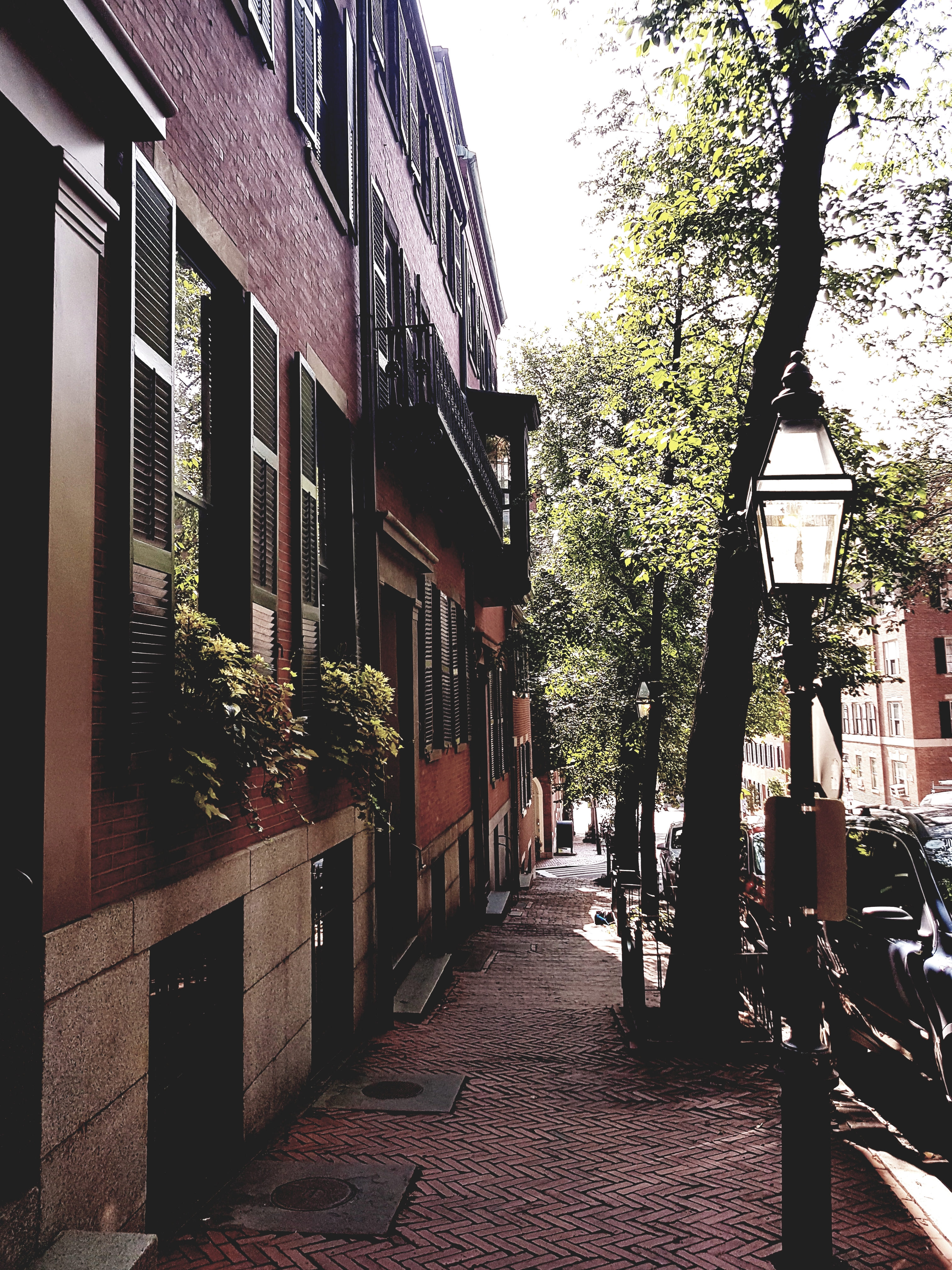
Une vue du quartier justifiant la protection National historic landmark.

En 1955, Beacon Hill District a été déclaré quartier historique. Il s'agissait de la première aire du Massachusetts créée pour protéger les sites historiques et pour "gérer" le renouvellement urbain,. Pour appuyer ces objectifs les associations à but non lucratif Beacon Hill Civic Association et Boston Preservation Alliance sont créées et deviennent des organisations de la ville. Beacon Hill a été classé site historique national le 19 décembre 1962,.

## Sites d'intérêt

### Black Heritage Trail

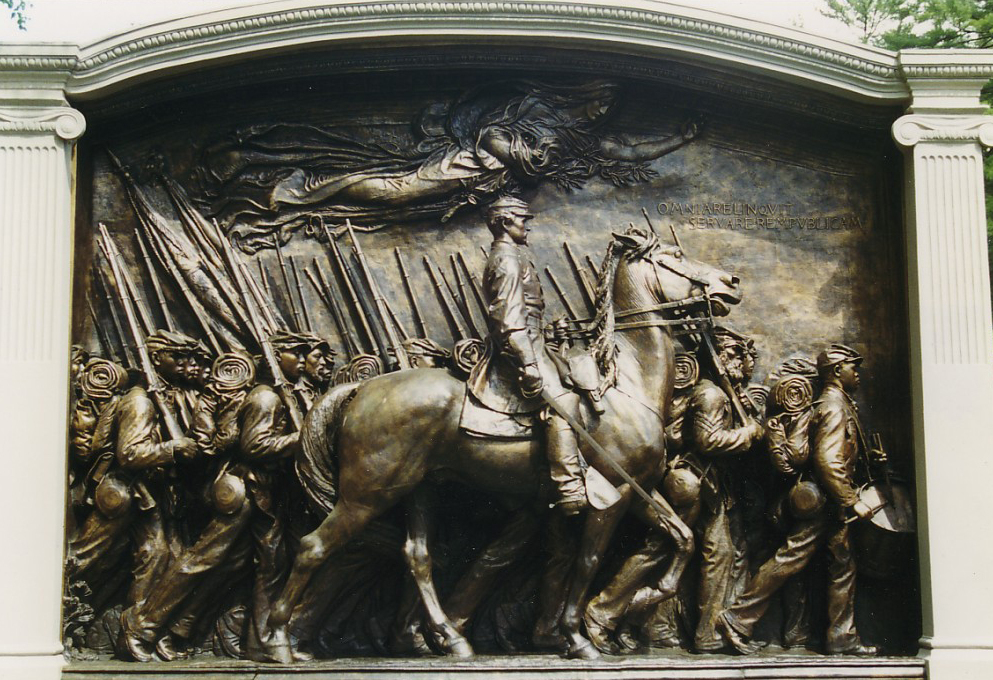
Memorial de Robert Gould Shaw.

Le lieu historique national Bostonnien afro-américain est situé juste au nord de Boston Common. Les bâtiments historiques le long du Black Heritage Trail (en) d'aujourd'hui sont les maisons, les entreprises, les écoles et les églises de la communauté noire. Charles Street Meeting House (en) a été construite en 1807, l'église avait des sièges pour les Blancs et d'autres pour les Noirs. Le musée d'histoire afro-américaine, le plus grand musée de la Nouvelle-Angleterre consacré à l'histoire afro-américaine est située dans la maison de l'Afrique, à côté de l'école Abiel Smith. La Maison de Rencontre est la plus ancienne église noire construite par les Afro-Américains. Le Memorial de Robert Gould Shaw et le mémorial du 54e Régiment du Massachusetts se trouvent à Beacon Street et Park Street, en face de la Massachusetts State House.

### Massachusetts State House

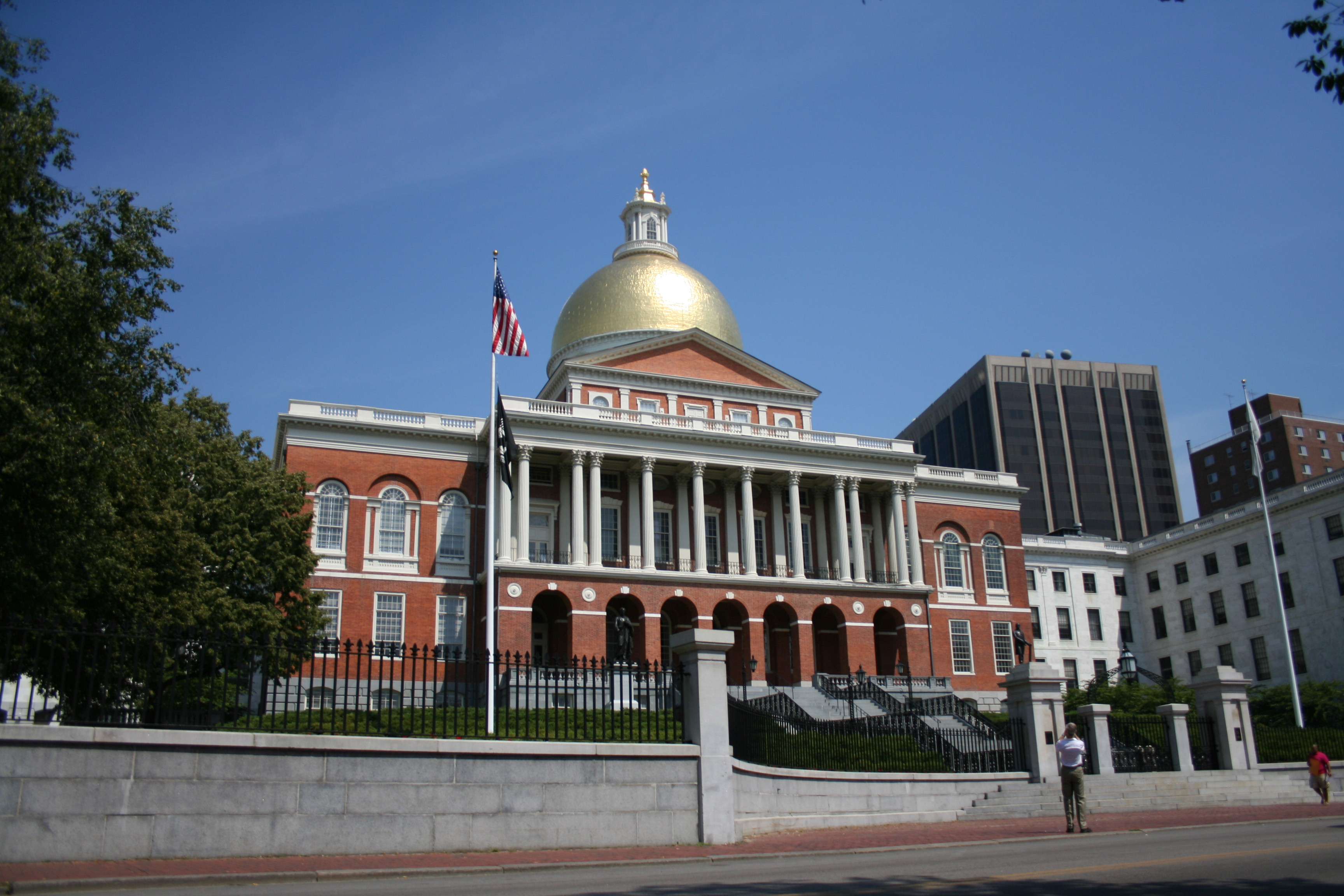
Capitole de l'État du Massachusetts.

Le Capitole de l'État du Massachusetts, situé sur Baycon street est le siège du gouvernement fédéré de l'État du Massachusetts. Le bâtiment abrite les services du gouverneur et de l'assemblée du Massachusetts. Il fut dessiné par l'architecte bostonien Charles Bulfinch afin de remplacer la Old State House. Sa construction fut achevée le 11 janvier 1798. Il fut plusieurs fois agrandi et réaménagé par la suite. Son architecture se distingue par l'utilisation de la brique et par un dôme doré. L'édifice fut rénové en 2001 et 2002.

### Autres sites
The Club of Odd Volumes (en) est un club privé social et bibliophile fondée en 1798.
Headquarters House (en) connue aussi sous le nom de William Hickling Prescott House abrite le musée de la National Society of the Colonial Dames of America
Chester Harding House (en) siège de l'organisation non gouvernementale Boston Bar Association.
Beacon Hill est principalement résidentiel, connu pour de vieilles maisons coloniales en rangée de briques avec de belles portes, travaux de décoration en fer, les trottoirs de brique, des rues étroites et des lampes à gaz. Les restaurants et magasins d'antiquités sont situés sur la Charles Street. 
Louisburg Square est l'adresse la plus prestigieuse dans Beacon Hill. Ses habitants ont accès à un parking privé et vivent dans des maisons magnifiques style néo-grec. À proximité se trouve Acorn Street, souvent mentionné comme la « rue le plus souvent photographié aux États-Unis ». Il s'agit d'une ruelle pavée et qui était la maison de cochers employés par les familles à Mt. Vernon et Chestnut Street.

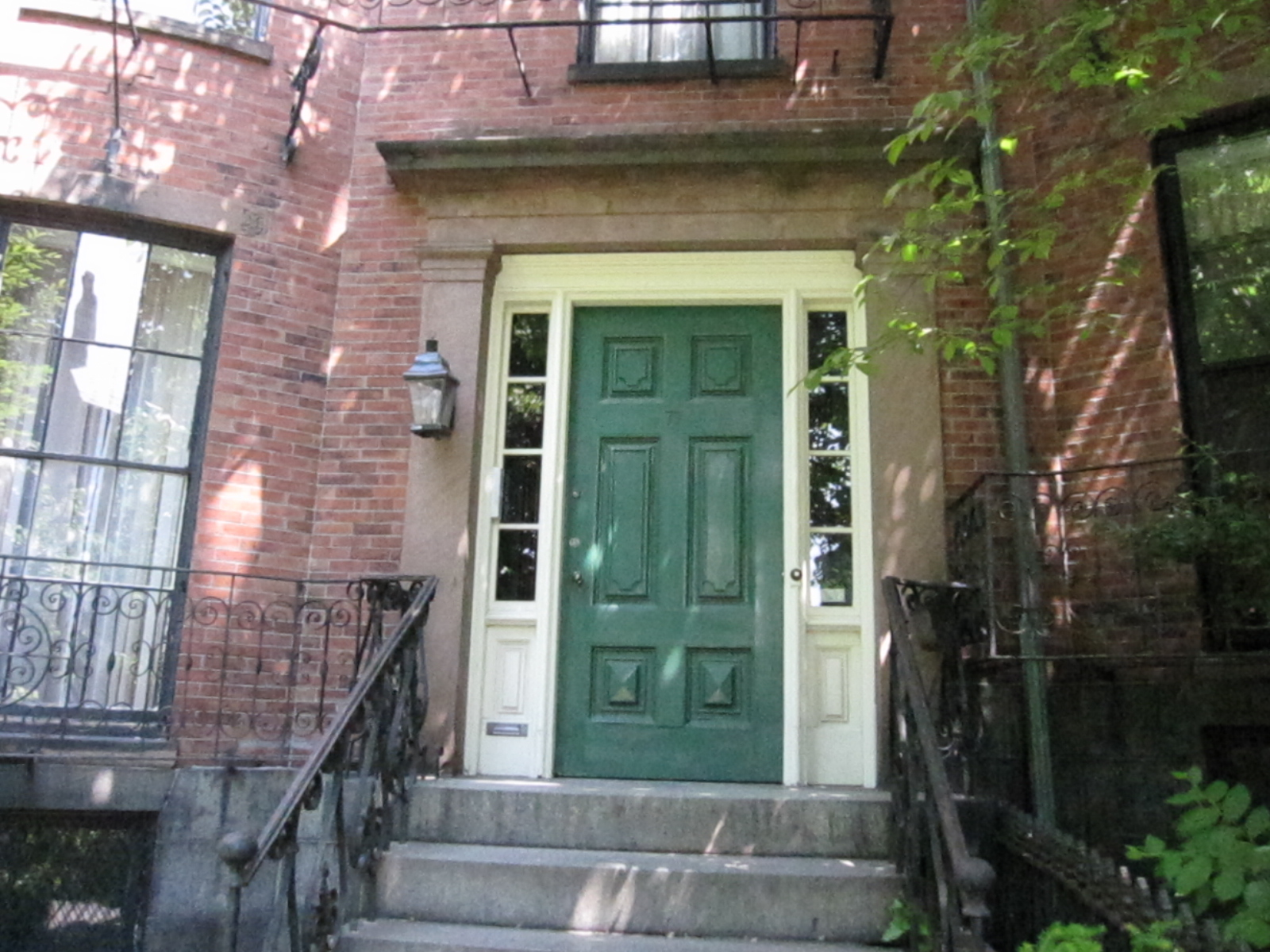
The Club of Odd Volumes, 77 Mt. Vernon Street
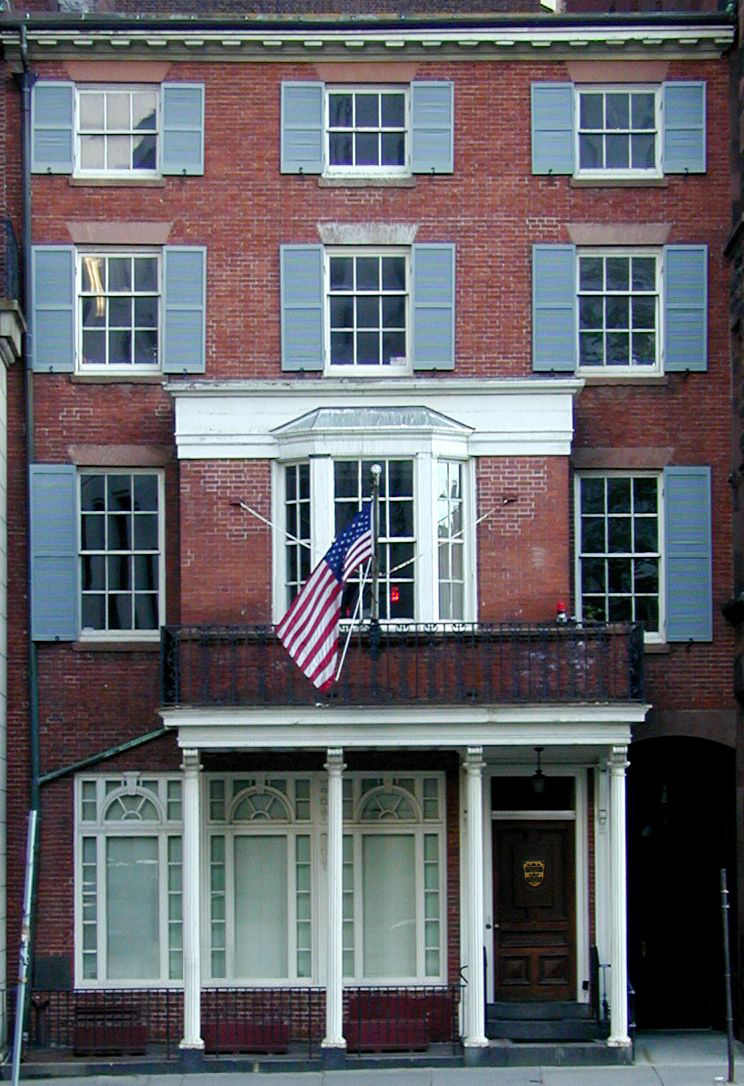
The Chester Harding House, occupée par le peintre Chester Harding entre 1826–1830, maintenant siège du Boston Bar Association.
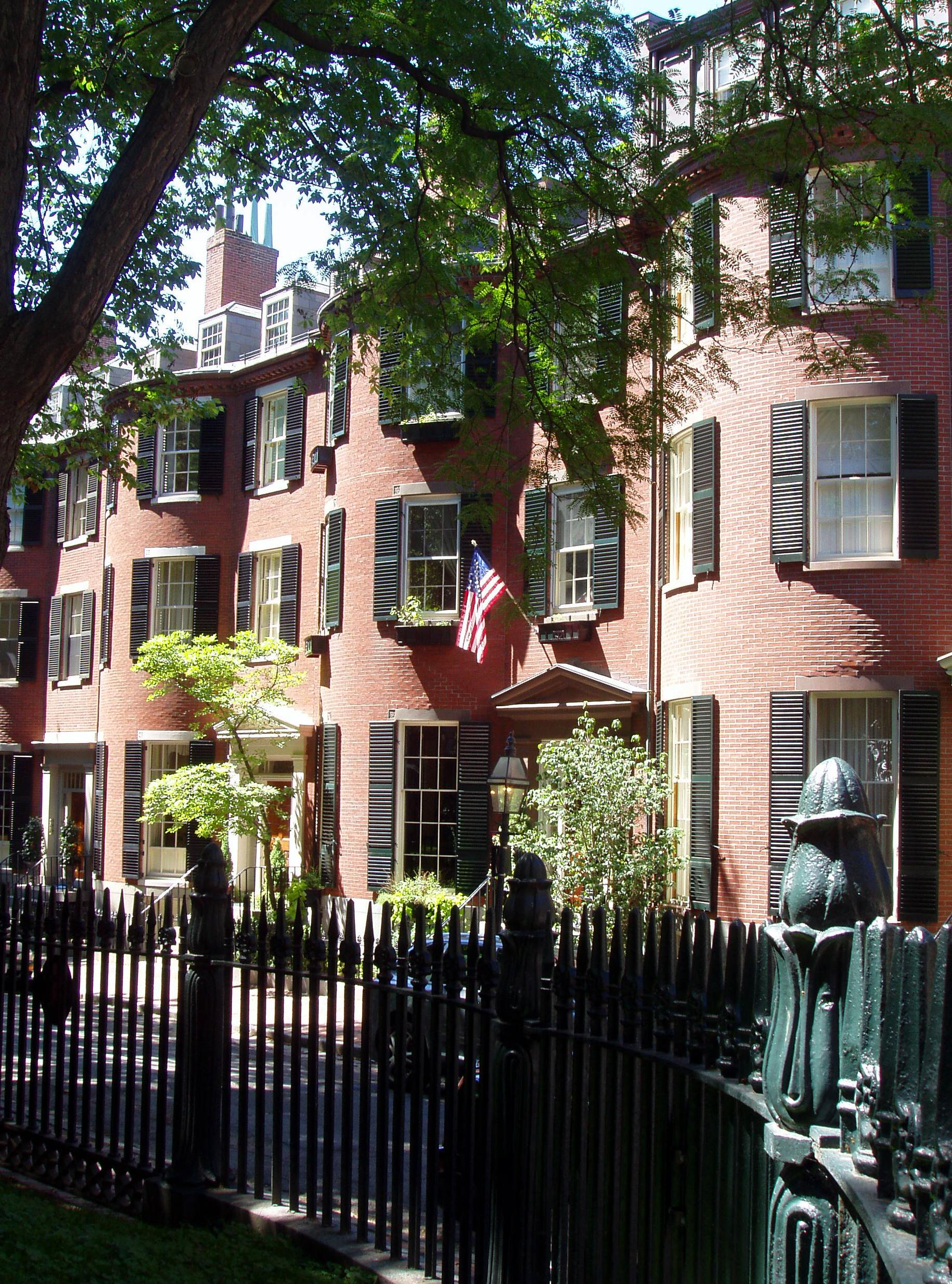
Maisons Louisburg Square
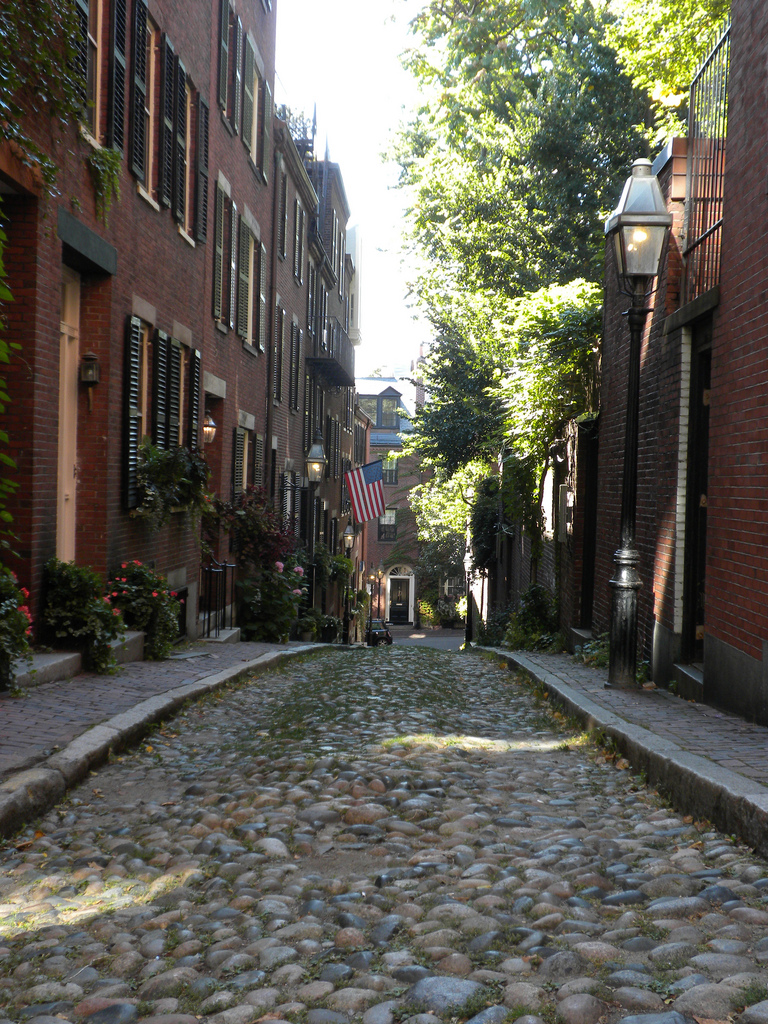
Acorn Street, 2009

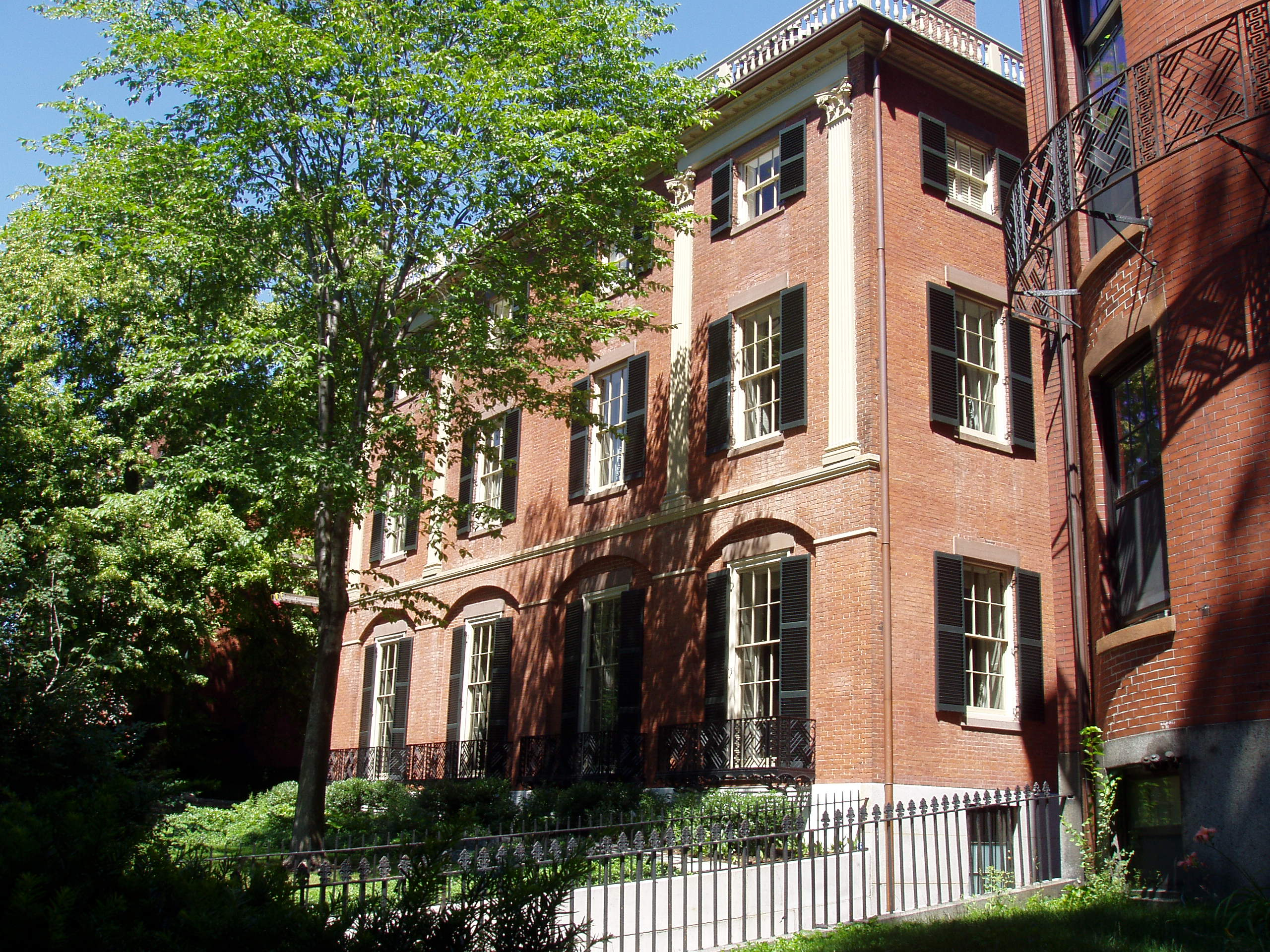
Seconde Harrison Gray Otis House, 85 Mount Vernon Street.
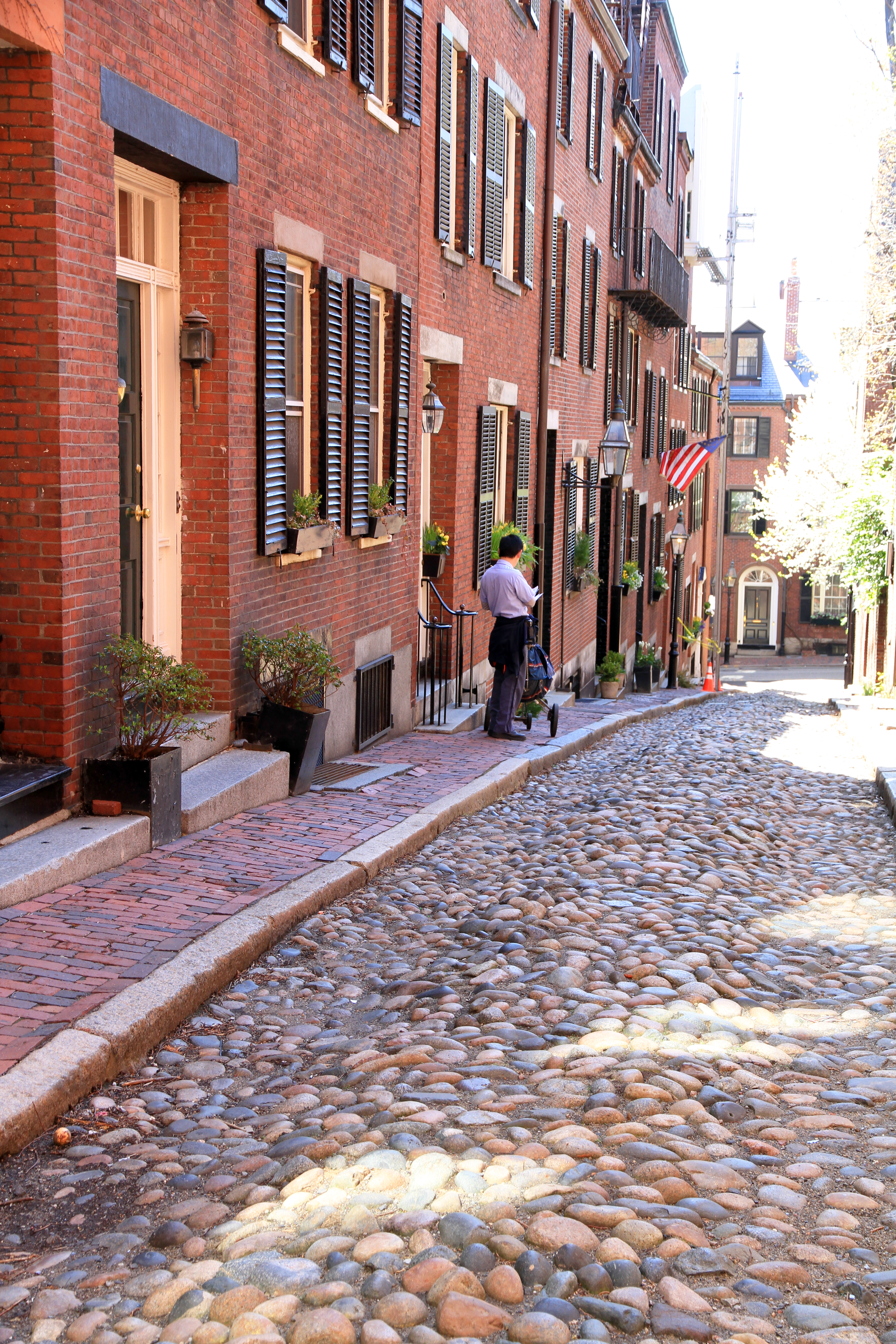
Acorn Street, 2013
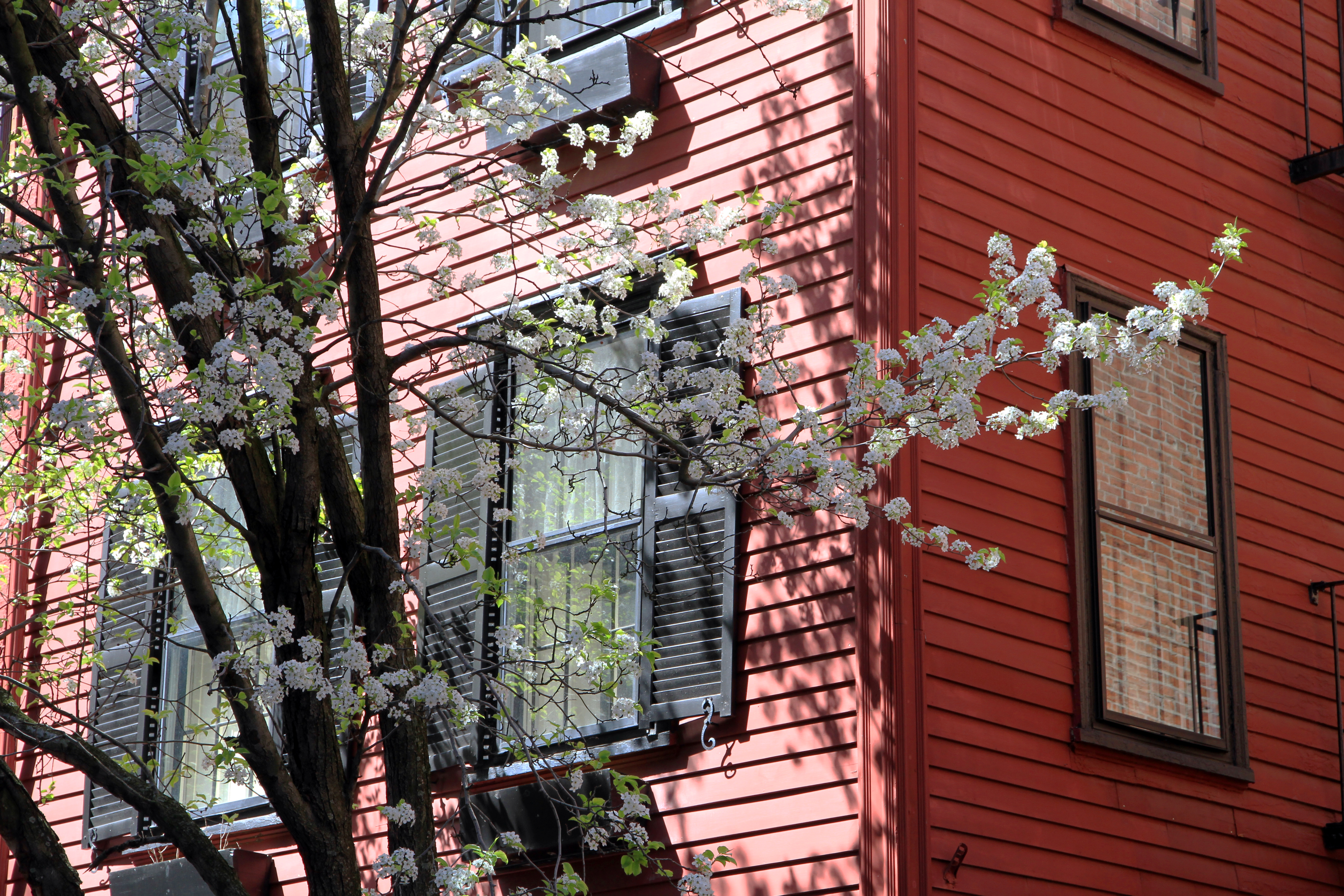
Pinckney Street
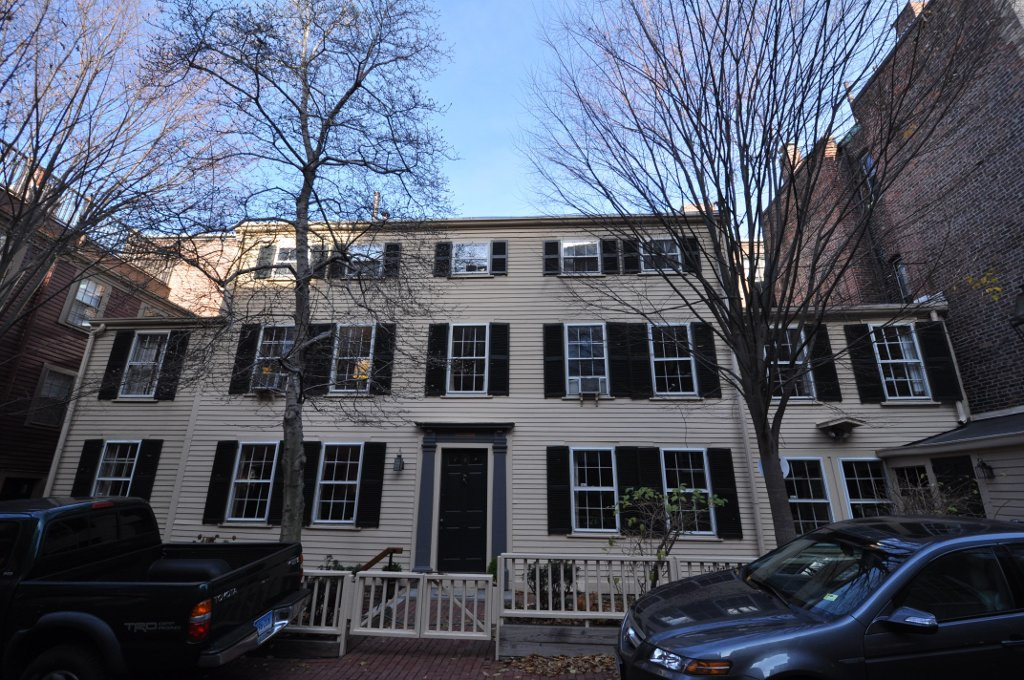
William C. Nell House

## Transports

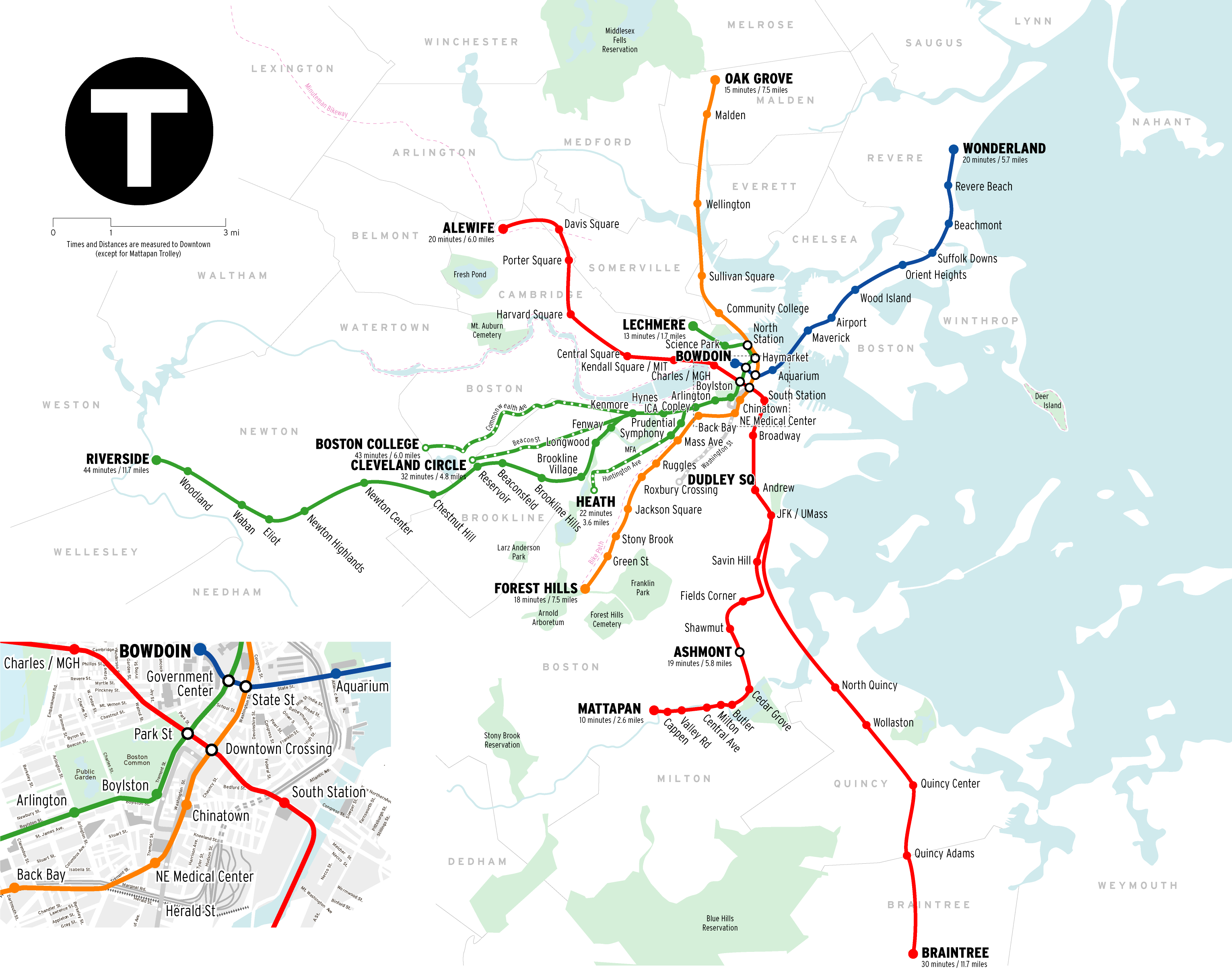
Plan du métro de Boston.

Beacon Hill est desservi par plusieurs lignes de métro dans trois station. Park Street Station (en), Intersection des lignes rouge et verte, Bowdoin station sur la ligne bleue et Charles Street/Massachusetts General Hospital Station sur la ligne rouge.
Le quartier est aussi desservi par le réseau de bus de la Massachusetts Bay Transportation Authority, des trains de banlieue et par ferry.

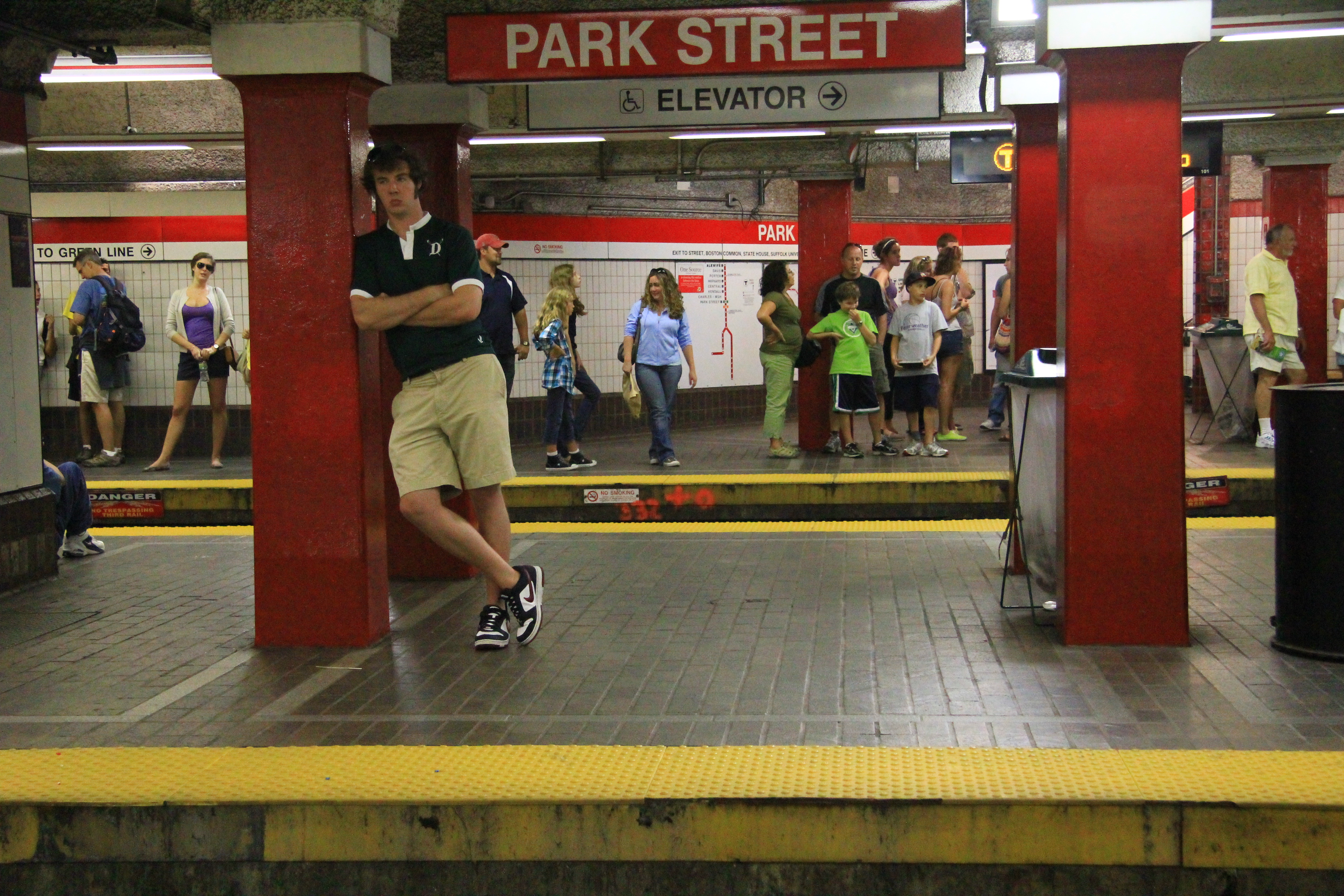
Quai de la ligne rouge à Park Street en 2010
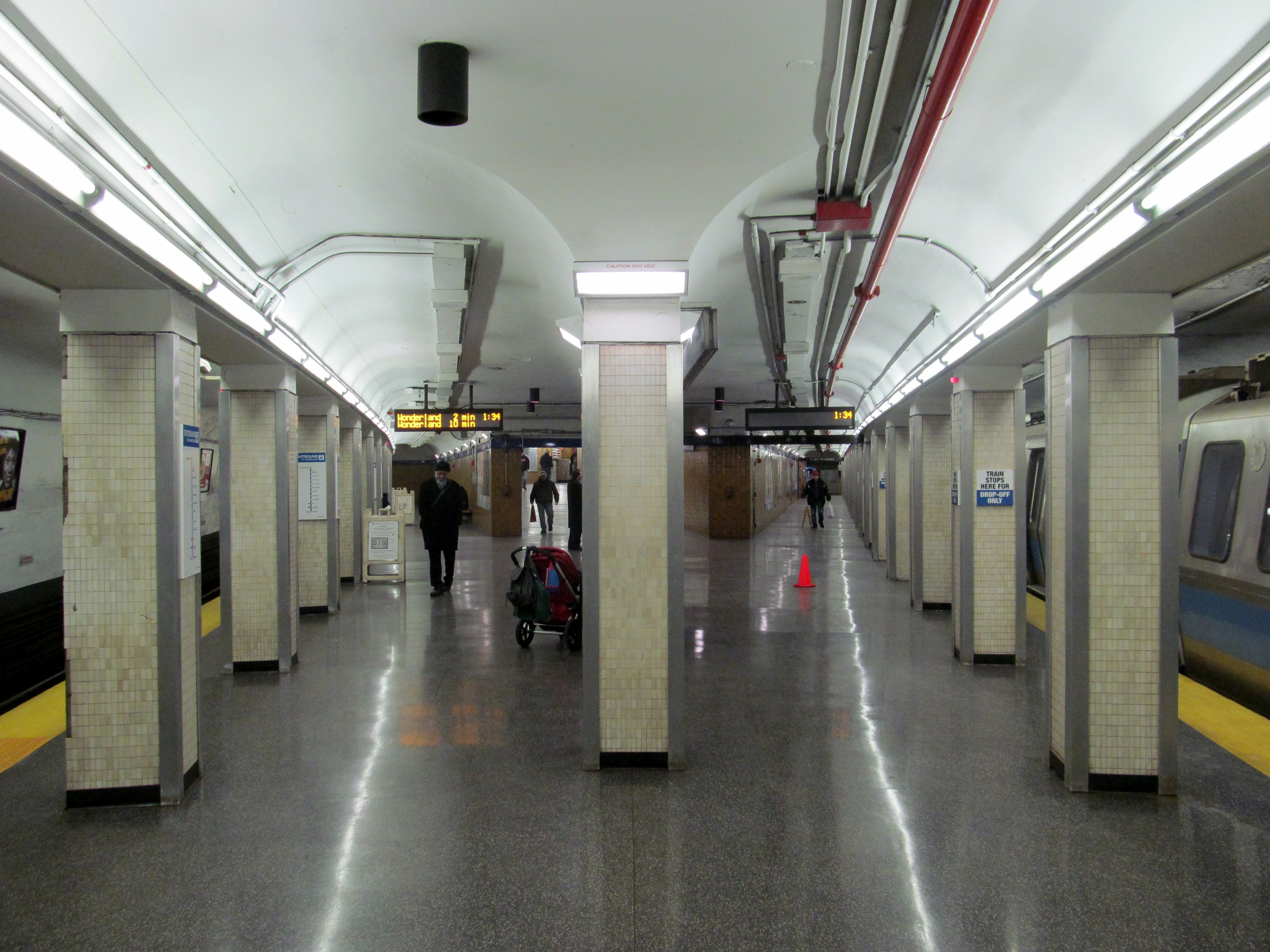
Quai de Bowdoin station
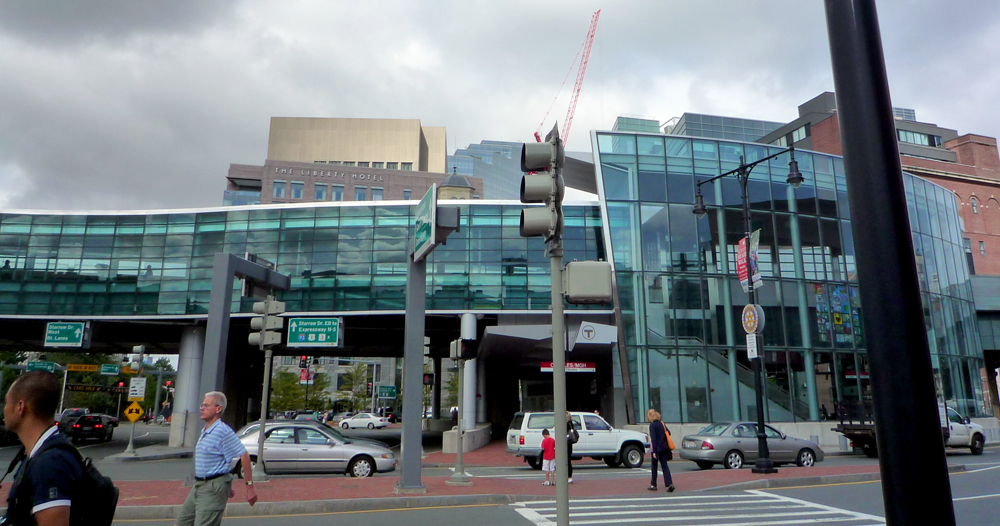
Station de Charles Street

## Personnalités liées à la commune
- John Singleton Copley (3 juillet 1738 à Boston - 9 septembre 1815 à Londres), artiste peintre[14].
- Charles Bulfinch (8 août 1763 - 15 avril 1844), architecte.
- Daniel Webster (18 janvier 1782 - 24 octobre 1852) fut l'un des hommes d'État américain les plus importants lors de la période qui précéda la Guerre de Sécession.
- Oliver Wendell Holmes (29 août 1809 à Cambridge - 7 octobre 1894 à Boston) est un écrivain, médecin, essayiste et poète.
- Julia Ward Howe (27 mai 1819 – 17 octobre 1910) était une abolitionniste, activiste, et poétesse américaine, rendue célèbre par son texte de The Battle Hymn of the Republic.
- Louisa May Alcott (29 novembre 1832 à Germantown en Pennsylvanie - 6 mars 1888 à Boston), romancière connue surtout pour son roman Les Quatre Filles du docteur March (Little Women).
- Oliver Wendell Holmes Jr. (8 mars 1841 – 6 mars 1935), juriste américain qui fut juge à la Cour suprême des États-Unis de 1902 à 1932
- Robert Lowell (1er mars 1917 - 12 septembre 1977,poète américain appartenant au courant du confessionnalisme.
- Anne Sexton (9 novembre 1928 - 4 octobre 1974, écrivaine et poète appartenant au courant du confessionnalisme.
- John Kerry né le 11 décembre 1943, est un homme politique américain, secrétaire d'État des États-Unis depuis le 1er février 2013 au sein de l'administration de Barack Obama.

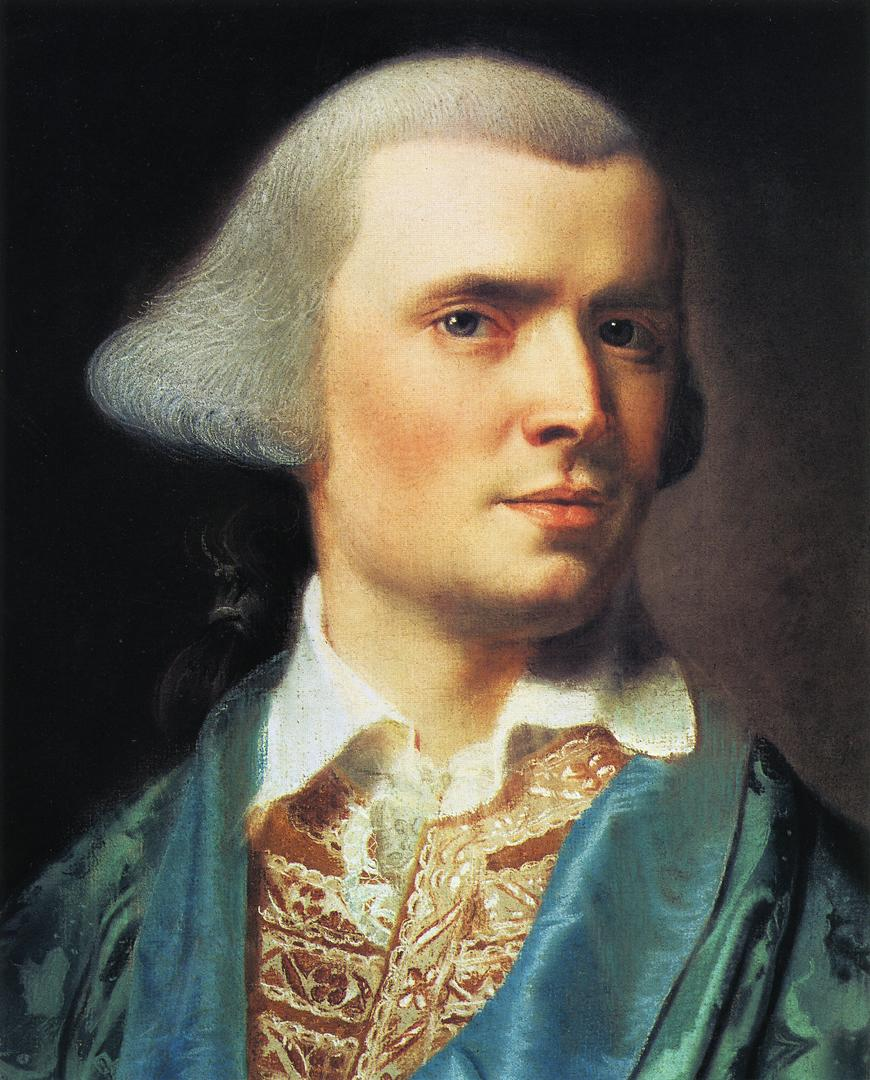
John Singleton Copley autoportrait 1769
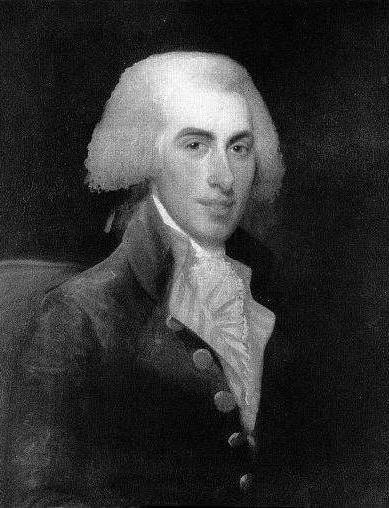
Charles Bulfinch
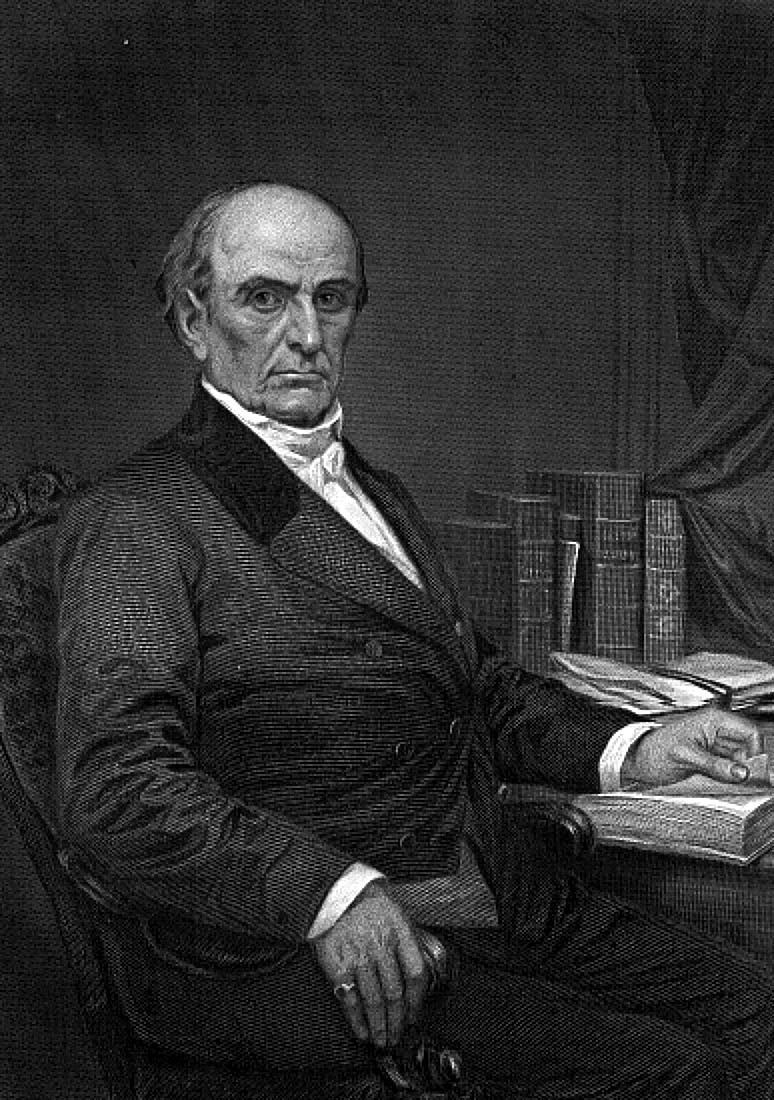
Daniel Webster
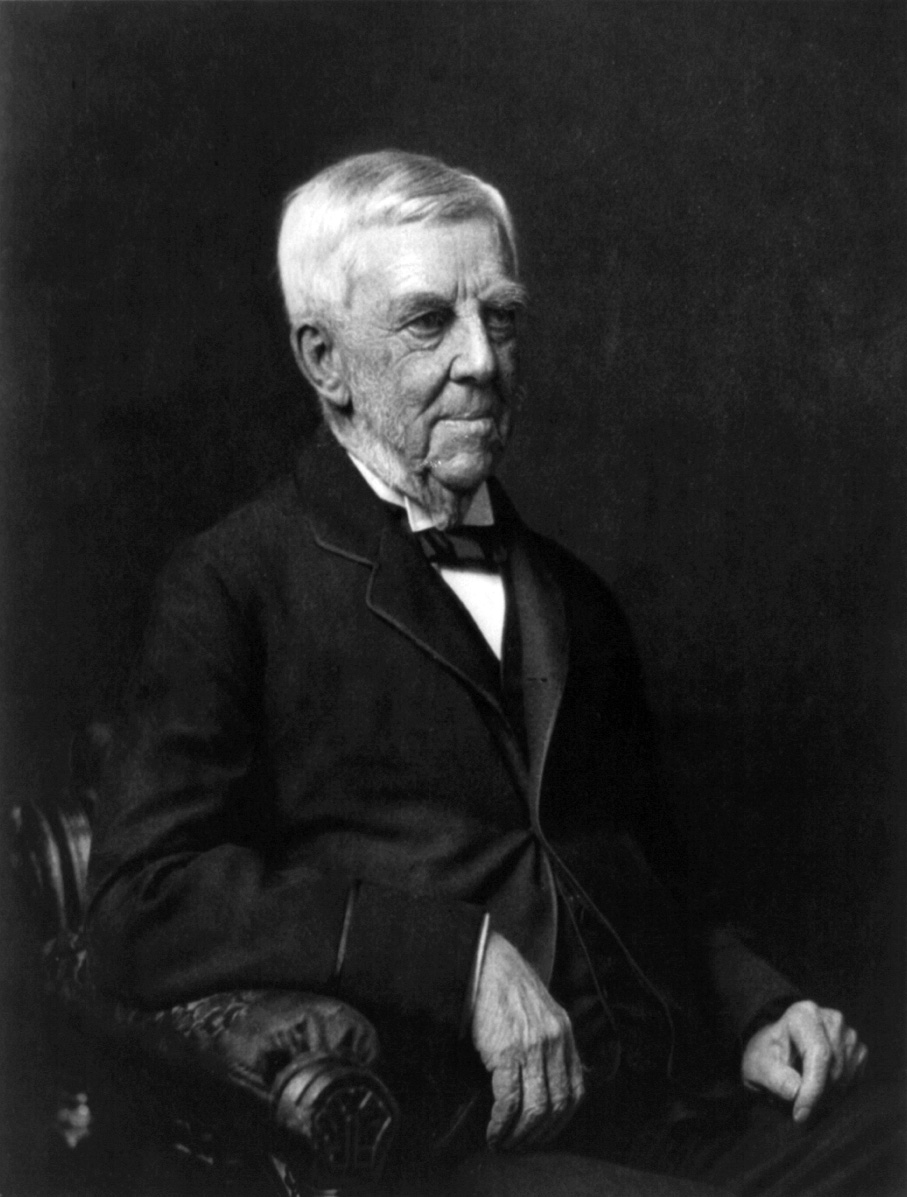
Oliver Wendell Holmes en 1894
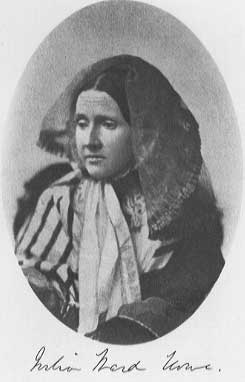
Julia Ward Howe vers 1861

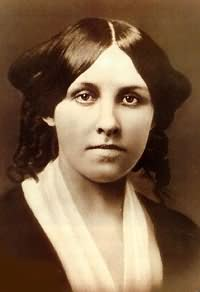
Louisa May Alcott
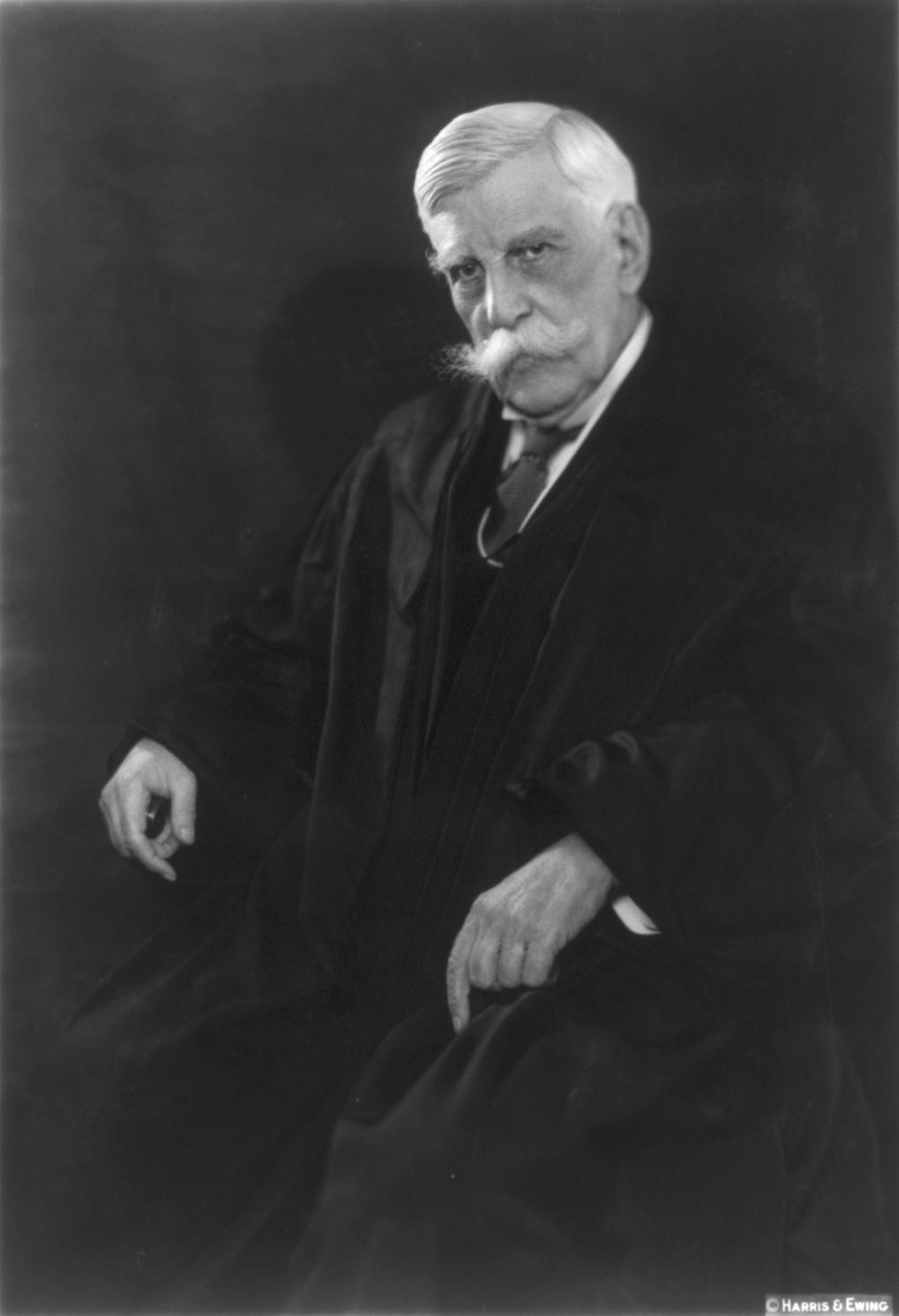
Oliver Wendell Holmes Jr. vers 1930
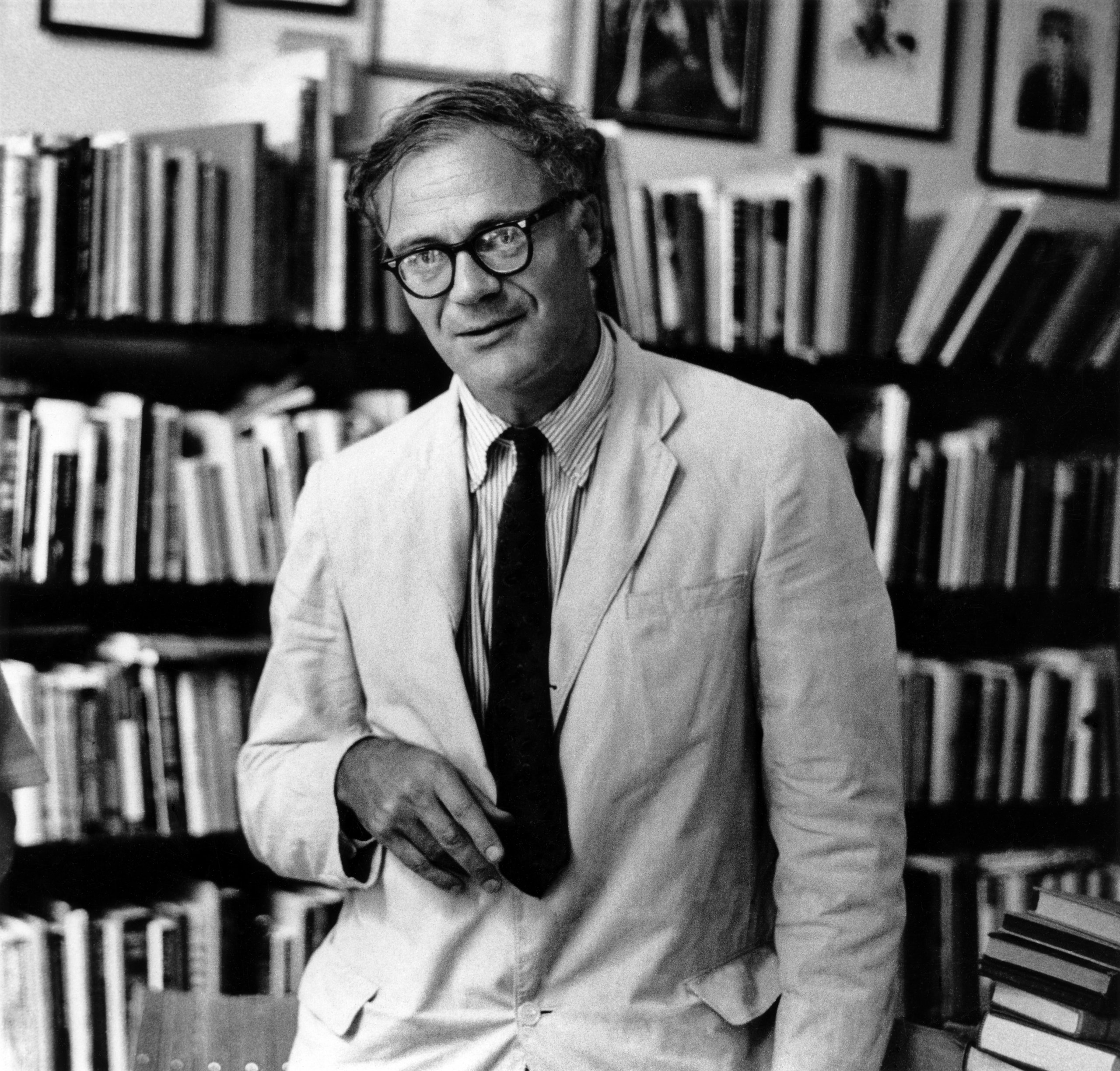
Robert Lowell en 1965
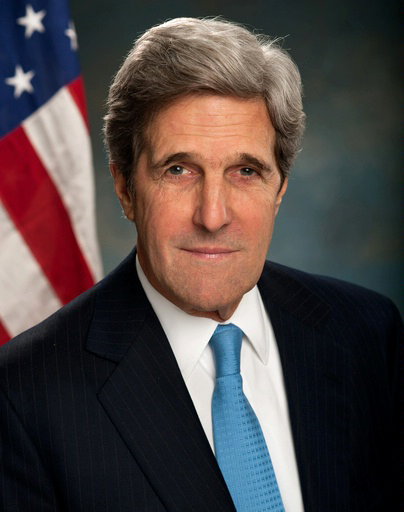
Portrait officiel de John Kerry en 2013.

## Séries tournés à Beacon Hill
- Vanity Fair
- Teen Wolf